# Stortjärnen (Tåsjö socken, Ångermanland, 715208-147871)
Stortjärnen är en sjö i Strömsunds kommun i Ångermanland och ingår i Ångermanälvens huvudavrinningsområde. Sjön har en area på 0,141 kvadratkilometer och ligger 479,1 meter över havet.

## Delavrinningsområde
Stortjärnen ingår i det delavrinningsområde (715176-147864) som SMHI kallar för Utloppet av Stortjärnen. Medelhöjden är 504 meter över havet och ytan är 0,55 kvadratkilometer. Det finns ett avrinningsområde uppströms, och räknas det in blir den ackumulerade arean 14,18 kvadratkilometer. Vattendraget som avvattnar avrinningsområdet har biflödesordning 4, vilket innebär att vattnet flödar genom totalt 4 vattendrag innan det når havet efter 249 kilometer. Avrinningsområdet består mestadels av skog (75 procent). Avrinningsområdet har 0,14 kvadratkilometer vattenytor vilket ger det en sjöprocent på 25,4 procent.